# Kanton General Antonio Elizalde
Der Kanton General Antonio Elizalde, auch Kanton General Antonio Elizalde "Bucay", befindet sich in der Provinz Guayas im zentralen Westen von Ecuador. Er besitzt eine Fläche von 153,7 km². Im Jahr 2020 lag die Einwohnerzahl schätzungsweise bei 13.160. Verwaltungssitz des Kantons ist die Kleinstadt General Antonio Elizalde (auch Bucay) mit 6079 Einwohnern (Stand 2010).

## Geschichte
Der Kanton wurde am 9. November 1994 gegründet. Namensgeber des Kantons und des Hauptortes war Antonio Elizalde Lamar (1795–1862), ein ecuadorianischer Militär und Politiker. Im Jahr 2017 wurde per Präsidenten-Dekret das umstrittene Gebiet (Zona no delimitada) Matilde Esther der Provinz Guayas und dem Kanton General Antonio Elizalde (Bucay) zugeschlagen.

## Lage
Der Kanton General Antonio Elizalde liegt überwiegend im Tiefland östlich von Guayaquil am Fuße der Anden. Der Kanton reicht im Osten bis zu deren westlichen Ausläufern. Der Río Chimbo fließt entlang der südlichen Kantonsgrenze nach Westen. Die Fernstraße E488 verbindet den Kantonshauptort mit den weiter westlich gelegenen Städten Naranjito und Milagro. Die E487 verbindet den Kantonshauptort mit der am gegenüberliegenden Flussufer gelegenen Stadt Cumandá. Nach Nordosten führt die Straße weiter nach Riobamba.
Der Kanton General Antonio Elizalde grenzt im Nordosten und im Osten an den Kanton Chillanes der Provinz Bolívar, im Süden an den Kanton Cumandá der Provinz Chimborazo, im Südwesten an den Kanton Naranjito, im Westen an den Kanton Simón Bolívar sowie im Nordwesten an den Kanton Babahoyo der Provinz Los Ríos.

## Verwaltungsgliederung
Der Kanton General Antonio Elizalde wird von der gleichnamigen Parroquia urbana („städtisches Kirchspiel“) gebildet.